# 國際雪橇聯合會
國際雪橇聯合會（法語：Fédération Internationale de Luge de Course (FIL)）為國際間的雪橇運動管理組織，由13個國家於1975年在瑞士達佛斯成立，至2009年共有53個會員，總部位於德國貝希特斯加登。

## 主席
自1957年成立以來只有三位主席，Bert Isatitsch（1957年至1994年）、约瑟夫·芬特（1994年至2020年）和Einars Fogelis（2020年至今）。

## 賽事
- 歐洲雪橇錦標賽
- 歐洲天然軌道雪橇錦標賽
- 世界雪橇錦標賽
- 世界天然軌道雪橇錦標賽
- 冬季奧林匹克運動會雪橇比賽